# Авагимян, Артур Самвелович
Арту́р Самве́лович Авагимя́н (укр. Артур Самвелович Авагімян; род. 16 января 1997, Мариуполь, Донецкая область) — украинский футболист, полузащитник клуба ЛНЗ.

## Биография
Начал заниматься футболом в ДЮСШ «Ильичёвец» (Мариуполь). В 2012 году перешёл в академию донецкого «Шахтёра». С 2014 года выступал за дублирующий состав «горняков» в молодёжном первенстве, всего за три сезона провёл 52 матча и забил 13 голов. Победитель юношеского (до 19 лет) чемпионата Украины 2014/15, финалист юношеской лиги УЕФА 2014/15. Шанс заиграть в основе «Шахтёра» так и не получил.
Весной 2017 года перешёл в «Мариуполь», сначала на правах аренды, а затем на полноценном контракте. В своём первом сезоне сыграл один матч за основную команду в первой лиге, а по большей части выступал за дубль во второй лиге. В сезоне 2017/18 «Мариуполь» выступал в высшей лиге, где футболист дебютировал 5 ноября 2017 года в матче с «Шахтёром», заменив на 89-й минуте Дениса Кожанова. Всего в сезоне 2017/18 провёл 3 неполных матча в высшей лиге, а также 23 матча (6 голов) в молодёжном первенстве. После ухода из «Мариуполя» был на стажировке во французском «Бордо».
Пропустив полсезона, весной 2019 года присоединился к клубу высшей лиги «Арсенал» (Киев), сыграл 8 матчей и забил 2 гола. Затем перешёл в клуб чемпионата Армении «Алашкерт», но там сыграл только один матч за основной состав в чемпионате, а также одну игру в Лиге Европы. В начале 2020 года подписал двухлетний контракт с играющим в первой лиге «Черноморцем». С одесской командой стал серебряным призёром украинской первой лиги сезона 2020/21.
Выступал за юношескую сборную Украины с 16 до 19 лет, всего провёл 22 матча и забил 11 голов.